# Ivson Wanderley
Ivson Wanderlei Pessoa (Recife, 1953 - Recife, 12 de junho de 2015), mais conhecido por Ivinho, foi um renomado guitarrista brasileiro, sendo o primeiro brasileiro em carreira solo a tocar no tradicional Festival de Jazz de Montreux, na Suíça, e notório por seu trabalho com a banda Ave Sangria.
Faleceu no dia 12 de junho de 2015, devido a uma hemorragia digestiva, causada por complicações decorrentes de uma cirrose.

## Carreira
Ivson Wanderlei se tornou músico aos 14 anos, incentivado pela mãe, que lhe presenteou com uma guitarra. Começou a carreira tocando em conjuntos da Jovem Guarda, mais especificamente na banda Os Selvagens, onde conheceu o baixista Almir de Oliveira, que mais tarde seria seu companheiro na banda Ave Sangria. Em seguida, ingressou de vez no universo da psicodelia. No início dos anos setenta, após a lendária I Feira Experimental de Música de Nova Jerusalém, ele passou a integrar o grupo Tamarineira Village, uma espécie de embrião da banda Ave Sangria. Logo depois, com a entrada do cantor e compositor Marco Polo nessa banda, ela viraria a Ave Sangria, que foi uma das bandas mais expressivas do movimento nordestino que invadiu a música jovem brasileira na segunda metade dos anos setenta. Em 1974, a banda lançou o disco Ave Sangria, que seria proibido pela censura, e a banda terminaria no final daquele ano. Neste álbum brilhavam as duas guitarras, particularmente a de Ivinho. Destaque para a faixa instrumental "Sob o Sol de Satã", da qual foi o compositor e tocou quase todos os instrumentos, com exceção da bateria, gravada por Israel Semente Proibida.
Com o fim do Ave Sangria, em 1974, Ivinho retornou ao seu universo local, acompanhando seus ex-companheiros Alceu Valença e Zé Ramalho, já então em carreira solo. Foi assim que, em 1975, ele participa do álbum Paêbirú: Caminho da Montanha do Sol, de Zé Ramalho e Lula Côrtes. No disco, Ivinho divide as guitarras com o Paulo Raphael e com o então desconhecido, Robertinho de Recife.
Em 1978, ele ressurge em pleno palco do Festival de Jazz de Montreux, na Suíça, surpreendentemente empunhando um Violão de 12 cordas e levando o público presente ao delírio. O show foi registrado em disco e lançado no Brasil, com excelente repercussão junto aos ouvintes de MPB e também à juventude ligada em rock and roll.  Nesta época, estava sendo formado um grupo de artistas brasileiros para se apresentar no 12º Festival Internacional de Jazz de Montreux, do qual faziam parte Gilberto Gil, Pepeu Gomes e o grupo A Cor do Som. Naquele ano, Ivinho estava no Rio, onde realizou apresentações que chamaram à atenção do pessoal ligado a música na Cidade Maravilhosa e acabou convidado para tocar no festival.
Depois da participação no 12º Festival Internacional de Jazz de Montreux, o guitarrista tocou com vários nomes então badalados da MPB, em palcos e estúdio. Acabou voltando ao Recife no começo dos anos 80. Em 1988, dividiu com o irmão Sinay Pessoa, o LP independente Caçador de Frutas.

## Discografia
Solo
- 1978 - Ivinho ao vivo - Montreux International Jazz Festival[6]

Com Ave Sangria
- 1974 - Ave Sangria
- 1974 - Perfumes e Baratchos (ao vivo)

Com Zé Ramalho
- 1975 - Paêbirú: Caminho da Montanha do Sol (Zé Ramalho e Lula Côrtes)
- 1978 - Zé Ramalho

Com Alceu Valença
- 1977 - Espelho Cristalino
- 1979 - Saudade de Pernambuco

Com Sinay Pessoa
- 1988 - Caçador de Frutas